# Bakunawa
 Bakunawa ist ein Musikalbum von Andrew Barker, William Parker und Jon Irabagon. Die am 3. Januar 2022 im Phantom Ear Studio, Brooklyn, entstandenen Aufnahmen erschienen am 30. August 2024 auf Out of Your Head Records.

## Hintergrund
Bakunawa ist eine Studioaufnahme des in Brooklyn ansässigen Free-Jazz-Schlagzeugers und Perkussionisten Andrew Barker (der in William Parkers The Little Huey Creative Music Orchestra spielt und auch mit  Daniel Carter, Sabir Mateen, Sonny Simmons und Roy Campbell aufgenommen hat), Parker selbst am Kontrabass, der auch Taschentrompete und das traditionelle katalanische Doppelrohrblatt-Instrument Gralla spielt, und Irabagon, der zwischen Sopran- und Tenorsaxophon wechselt. Zuvor hatte er mit Barker ein Duo-Album aufgenommen, Anemone (Radical Documents, 2020).

## Titelliste
- Andrew Barker, William Parker & Jon Irabagon: Bakunawa (Out of Your Head Records OoYH 030)[1]

1. Bakunawa 14:18
2. Morgan Avenue Second Line 7:10
3. Fly Anew 8:47
4. For Goya 9:52
5. Was One 10:36

Die Kompositionen stammen von Andrew Barker, William Parker & Jon Irabagon.

## Rezeption

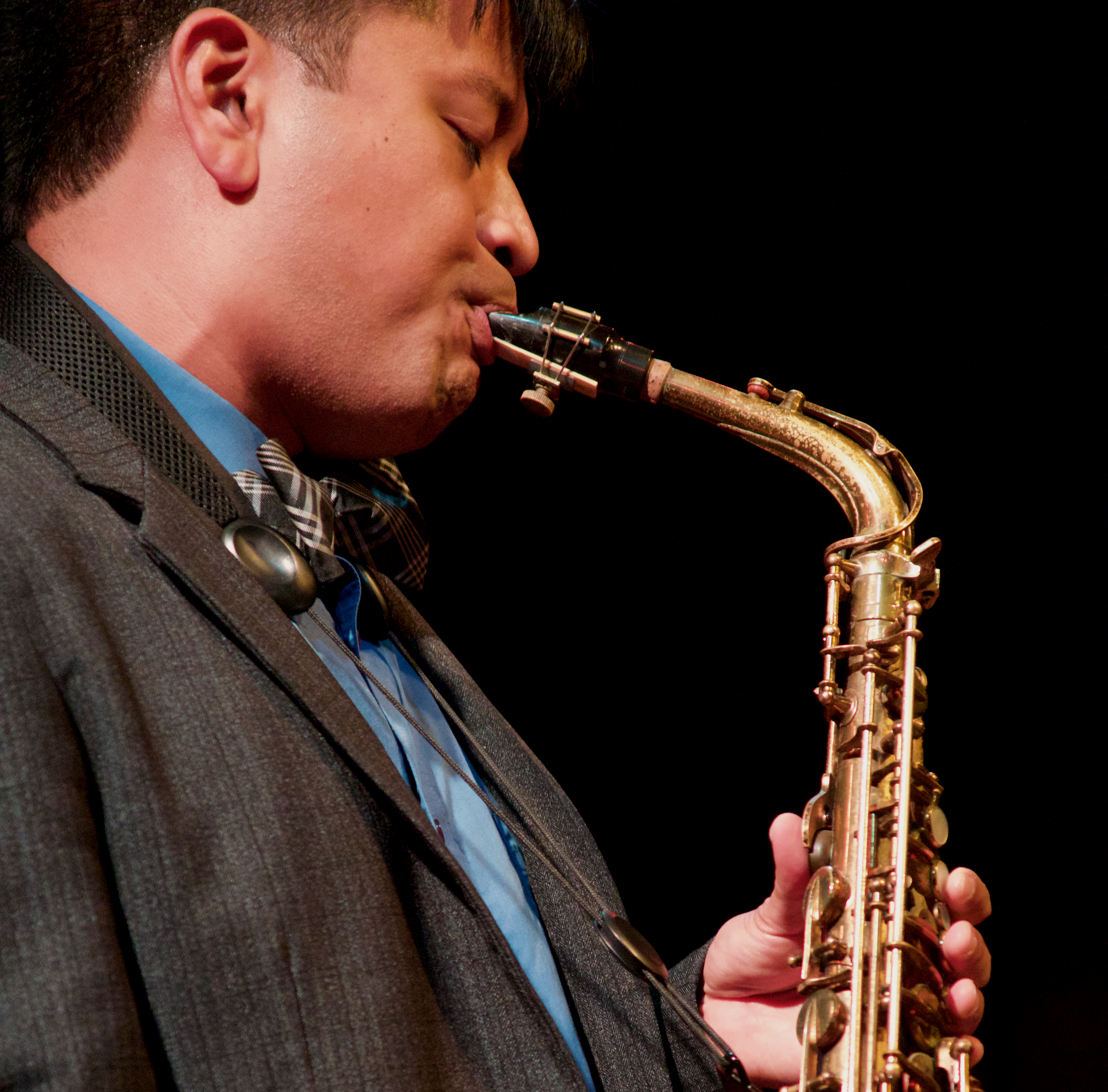
Jon Irabagon (2016)

Die treibende und kraftvolle Rhythmusgruppe von Barker und Parker würde Irabagon im 14-minütigen, eröffnenden Titelstück immer höher in stratosphärische Himmel treiben, schrieb Eyal Hareuveni in Salt Peanuts. Aber in diesem Trio gehe es nicht nur um die Kraft und Intensität des Free Jazz. Das zweite, pulsfreie Stück «Morgan Avenue Second Line» erfordere scharfe und unmittelbare Instinkte, während Parker und Irabagon erweiterte Atemtechniken auf dem Saxophon und der B-Taschentrompete erkunden und von den schnell wechselnden und fragmentierten Schlagzeugmustern von Barker herausgefordert werden. «Fly Anew» und «For Goya» würden auf Parkers hypnotischen Kontrabassmotiven basieren und es Barker und Irbagon ermöglichen, spielerisch um diese erhebenden Pulse herumzutanzen. Parker verziere das letztere Stück mit einer schlangenbeschwörenden Melodie, die mit T.J. Huffs Cover-Artwork einer Schlange korrespondiere, die den Mond frisst. Das letzte Stück «Was One» kehre zur Free-Jazz-Dynamik des ersten Stücks zurück, allerdings in einem fast swingenden Modus.
Die Musik hier sei frei improvisiert, angeführt von Irabagon auf Tenor- oder Sopranino-Saxophon über William Parkers und Andrew Barkers starkem Puls und nur gelegentlich in einzelne Soli aufgeteilt, schrieb Tony Dudley-Evans (London Jazz News). Es sei ein sehr gutes Beispiel für ein Schlüsselmerkmal des Free Jazz, nämlich die Call-and-Response-Interaktion zwischen den Spielern, die auf aufmerksamem Zuhören basiere. Dieses Merkmal sei auf dem Titelstück und „Was One“ deutlich zu erkennen, die beide von Irabagons Tenor dominiert würden. Auf „Bakunawa“ würde Irabagon ausgiebig Gebrauch von erweiterten Techniken und einer breiten Palette an Tonalität machen, was ziemlich irritierend werden kann; im Gegensatz dazu integriere er auf „Was One“ diese unorthodoxen Methoden mit einem eher tonalen Ansatz, der sich angenehmer anfühle.